# Frizzleburg
Frizzleburg es un lugar designado por el censo del condado de Lawrence, Pensilvania, Estados Unidos. Según el censo de 2020, tiene una población de 442 habitantes.
En los Estados Unidos, un lugar designado por el censo (traducción literal de la frase en inglés census-designated place, CDP) es una concentración de población identificada por la Oficina del Censo exclusivamente para fines estadísticos.

## Geografía
Está ubicado en las coordenadas 41°4′26″N 80°26′20″O / 41.07389, -80.43889. Según la Oficina del Censo, tiene una superficie total de 7.34 km², de los cual 7.31 km² corresponden a tierra firme y 0.03 km² están cubiertos de agua.